# Pskov guvernement
Guvernementet Pskov var et guvernement i kejserdømmet Rusland, 1772–1927.
Det var begrænset af Sankt Petersborg guvernement i nord, Novgorod, Tver og Smolensk i øst, Vitebsk i syd og Livland i vest.
Det havde et areal på 44.209 km² (hvoraf 995 km² vandflade), 1.390.000 indbyggere (1912), de fleste russere og omkring 26.000 estere, 12.000 lettere og 1.500 jøder.
Landet er for det meste slette, kun i syd og sydøst var der bjerge. Omkring floderne Lovat og Polista udbredte sig et stor skovbevokset mosepræget område, som strakte sig helt til nordgrænsen. Der var mange floder, og de tilhørte tre afløbsområder: til indsøerne Peipus og Pskov floderne i nordvest (Velikaja med mange bifloder), til indsøen Ilmen floderne i midten (Sjelonj, Polista, Lovat) og til Düna de sydøstlige vandløb. De var til dels sejlbare og blev i stor grad brugt til tømmerflådning. Guvernementet havde omkring 850 indsøer. Den største er Pskov, som dækkede et areal på 734 km2 og med et 60 km langt sund var forenet med Peipus.
Skove dækkede nær halvdelen af guvernementet, i visse distrikter op til 2/3 af arealet. Til trods for den magre jord var landbrug hovednæring, men formåede ikke at fylde selv det egne behov for korn. Hør blev eksporteret i stort omfang. Ved de større indsøer og floderne var der fiskeri. Industrien var ubetydelig.